# Олга Совичанова
Олга Христова Совичанова е българска просветна деятелка от Македония. Дъщеря е на Христо Совичанов, леля на големия български оперен певец Борис Христов.

## Биография
Родена е в Битоля, тогава в Османската империя, в семейството на Анастасия Каранджулова, сестра на Иван Каранджулов, и Христо Совичанов – Псалта, първия псалт в независимата българска църква в Битоля. Нейни братя са обществениците Кирил Христов Совичанов и Георги Совичанов.
Завършва Битолската гимназия. По-късно завършва френска филология, като брат си Кирил, но в Швейцария. Именно тя дава на Борис Христов първите му уроци по френски, защото той много я обичал и била неговата довереница. Става учителка и работи в различни градове: Чирпан, Панагюрище, отново в Чирпан, където се запознава с бъдещия си мъж, старозагорец. Заселват се в Стара Загора, където тя учителства.
Олга Совичанова наследява певческия дар на баща си. За нея брат ѝ Кирил казва: „Сестра ми Олга, лелята на Борис, имаше прекрасен мецосопран“.

## Родословие
|                                         |                                         |                                         |                                         |                                         |                                         |  |  |                               |                               |                               |                               | Петър Совичанов                     |                                     |                                     |                                     |                                     |                                     |                  |                  |                        |                        |                        |                        |                        |                        |                 |                 |                 |                 |  |  |
|                                         |                                         |                                         |                                         |                                         |                                         |  |  |                               |                               |                               |                               |                                     |                                     |                                     |                                     |                                     |                                     |                  |                  |                        |                        |                        |                        |                        |                        |                 |                 |                 |                 |  |  |
|                                         |                                         |                                         |                                         |                                         |                                         |  |  |                               |                               |                               |                               | Христо Совичанов (1843 – след 1918) | Христо Совичанов (1843 – след 1918) | Христо Совичанов (1843 – след 1918) | Христо Совичанов (1843 – след 1918) | Христо Совичанов (1843 – след 1918) | Христо Совичанов (1843 – след 1918) |                  |                  | Анастасия Каранджулова | Анастасия Каранджулова | Анастасия Каранджулова | Анастасия Каранджулова | Анастасия Каранджулова | Анастасия Каранджулова |                 |                 |                 |                 |  |  |
|                                         |                                         |                                         |                                         |                                         |                                         |  |  |                               |                               |                               |                               | Христо Совичанов (1843 – след 1918) | Христо Совичанов (1843 – след 1918) | Христо Совичанов (1843 – след 1918) | Христо Совичанов (1843 – след 1918) | Христо Совичанов (1843 – след 1918) | Христо Совичанов (1843 – след 1918) |                  |                  | Анастасия Каранджулова | Анастасия Каранджулова | Анастасия Каранджулова | Анастасия Каранджулова | Анастасия Каранджулова | Анастасия Каранджулова |                 |                 |                 |                 |  |  |
|                                         |                                         |                                         |                                         |                                         |                                         |  |  |                               |                               |                               |                               |                                     |                                     |                                     |                                     |                                     |                                     |                  |                  |                        |                        |                        |                        |                        |                        |                 |                 |                 |                 |  |  |
|                                         |                                         |                                         |                                         |                                         |                                         |  |  |                               |                               |                               |                               |                                     |                                     |                                     |                                     |                                     |                                     |                  |                  |                        |                        |                        |                        |                        |                        |                 |                 |                 |                 |  |  |
| Райна Тодорова Попиванова (1884 – 1967) | Райна Тодорова Попиванова (1884 – 1967) | Райна Тодорова Попиванова (1884 – 1967) | Райна Тодорова Попиванова (1884 – 1967) | Райна Тодорова Попиванова (1884 – 1967) | Райна Тодорова Попиванова (1884 – 1967) |  |  | Кирил Христов (1878 – 1961)   | Кирил Христов (1878 – 1961)   | Кирил Христов (1878 – 1961)   | Кирил Христов (1878 – 1961)   | Кирил Христов (1878 – 1961)         | Кирил Христов (1878 – 1961)         |                                     |                                     | Георги Совичанов                    | Георги Совичанов                    | Георги Совичанов | Георги Совичанов | Георги Совичанов       | Георги Совичанов       |                        |                        | Олга Совичанова        | Олга Совичанова        | Олга Совичанова | Олга Совичанова | Олга Совичанова | Олга Совичанова |  |  |
| Райна Тодорова Попиванова (1884 – 1967) | Райна Тодорова Попиванова (1884 – 1967) | Райна Тодорова Попиванова (1884 – 1967) | Райна Тодорова Попиванова (1884 – 1967) | Райна Тодорова Попиванова (1884 – 1967) | Райна Тодорова Попиванова (1884 – 1967) |  |  | Кирил Христов (1878 – 1961)   | Кирил Христов (1878 – 1961)   | Кирил Христов (1878 – 1961)   | Кирил Христов (1878 – 1961)   | Кирил Христов (1878 – 1961)         | Кирил Христов (1878 – 1961)         |                                     |                                     | Георги Совичанов                    | Георги Совичанов                    | Георги Совичанов | Георги Совичанов | Георги Совичанов       | Георги Совичанов       |                        |                        | Олга Совичанова        | Олга Совичанова        | Олга Совичанова | Олга Совичанова | Олга Совичанова | Олга Совичанова |  |  |
|                                         |                                         |                                         |                                         |                                         |                                         |  |  |                               |                               |                               |                               |                                     |                                     |                                     |                                     |                                     |                                     |                  |                  |                        |                        |                        |                        |                        |                        |                 |                 |                 |                 |  |  |
|                                         |                                         |                                         |                                         |                                         |                                         |  |  |                               |                               |                               |                               |                                     |                                     |                                     |                                     |                                     |                                     |                  |                  |                        |                        |                        |                        |                        |                        |                 |                 |                 |                 |  |  |
| Борис Христов (1914 – 1993)             | Борис Христов (1914 – 1993)             | Борис Христов (1914 – 1993)             | Борис Христов (1914 – 1993)             | Борис Христов (1914 – 1993)             | Борис Христов (1914 – 1993)             |  |  | Николай Христов (1907 – 1954) | Николай Христов (1907 – 1954) | Николай Христов (1907 – 1954) | Николай Христов (1907 – 1954) | Николай Христов (1907 – 1954)       | Николай Христов (1907 – 1954)       |                                     |                                     |                                     |                                     |                  |                  |                        |                        |                        |                        |                        |                        |                 |                 |                 |                 |  |  |